# Verdrag van Urga

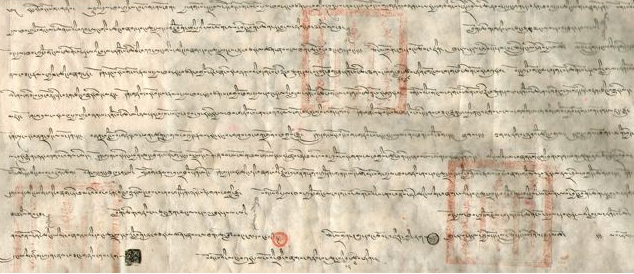
Verdragstekst

Het Verdrag van Urga, voluit vertaald Verdrag van vriendschap en alliantie tussen de regering van Mongolië en Tibet werd in 1913 gesloten in Urga, het huidige Ulaanbaatar. In het verdrag tussen het boeddhistische Buiten-Mongolië en Tibet spraken beide uit dat ze als min of meer autonome delen van het Chinees Keizerrijk na de val van Qing-dynastie in 1912 zich onafhankelijk mochten noemen van de republiek China die inmiddels door Kwomintang-leider Sun Yat-sen was uitgeroepen. Ze beloofden elkander wederzijdse bijstand en steun in het streven boeddhistische staten in stand te houden en onderling handel te drijven.

## Uitblijvende uitvoering
Die doelstellingen, neergelegd in het Verdrag, zijn om verschillende redenen nooit ten uitvoer gebracht:
1. Buiten-Mongolië stond al onder invloed van Rusland. Twee jaar na dit verdrag, in 1915 moest Buiten-Mongolië bij het Verdrag van Kjachta de Chinese suzereiniteit alweer erkennen. Na de Russische Revolutie werd het tijdelijk bezet door de Witten. Pas na veel strubbelingen raakte de toestand gestabiliseerd waarbij Toeva een deel van de Sovjet-Unie, en Mongolië onafhankelijk werd. De Volksrepubliek China heeft zich daar, mede vanwege de banden met de Sovjet-Unie in de jaren 50, bij neergelegd.
2. De belangrijkste ondertekenaar van Tibetaanse zijde was Agvan Dorzjiev, een Russische boeddhistische monnik uit de stam van de Boerjaten. De dertiende dalai lama heeft het verdrag nooit geratificeerd. Tegenover een Britse diplomaat heeft hij herhaaldelijk gesteld dat Dorzjiev nooit de bevoegdheid had om namens Tibet dit verdrag af te sluiten.[1] De dalai lama heeft ook enkele malen het bestaan van het verdrag ontkend en geloochend.[2][3]
3. Groot-Brittannië trachtte vanuit India invloed te verkrijgen in Tibet en ondersteunde weifelend het onafhankelijkheidsstreven. Al binnen enkele jaren kwam het daarop onder Chinese druk terug. Sun Yat-sen dacht aan een federatief China der volkeren, waarin Tibet vergaande autonomie zou krijgen, maar stierf voordat hij die staatsvorm kon doorvoeren.
4. Naast Rusland en Groot-Brittannië durfde geen enkele andere mogendheid het aan voor het separatisme in China sympathie te tonen.
5. Door een isolationistische politiek te voeren vervreemdde Tibet zich steeds meer op het internationale politieke toneel. Ook speelde het land geen grote rol in het ondersteunen van de Geallieerden in de strijd tegen Japan tijdens de Tweede Wereldoorlog. Na de stichting van de Volksrepubliek China in 1949 en de eerste Chinese inval in 1951 durfde geen enkel land vanwege de Koude Oorlog nog op te komen voor Tibet.

Zowel in de communistische als post-communistische geschiedschrijving van Mongolië speelt het verdrag nauwelijks een rol.